# Geohintonia mexicana
Geohintonia mexicana ist die einzige Pflanzenart der monotypischen Gattung Geohintonia in der Familie der Kakteengewächse (Cactaceae). Der Gattungsname wurde zu Ehren des mexikanischen Farmers und Pflanzensammlers George Sebastian Hinton (* 1949) benannt, einem Enkel von George Boole Hinton (1882–1943). Das Artepitheton mexicana verweist auf das Vorkommen der Art in Mexiko.

## Beschreibung
Die Pflanzen sind kugelige Stammsukkulenten von bis zu 10 cm Durchmesser und 11 cm Höhe. Der blaugrüne Pflanzenkörper trägt 18 bis 20 ungehöckerte Rippen. Die Areolen verlaufen entlang der Rippen und stehen sehr eng. An jungen Areolen werden bis zu 3 Dornen ausgebildet, die aber bald abfallen. Die Dornen sind bis zu 1,2 cm lang und gelblich gefärbt. Die Blüten sind 2 bis 4 cm im Durchmesser und erscheinen im Scheitel. Sie sind tagsüber geöffnet und rosa bis magentafarben.

## Verbreitung und Ökologie
Die Pflanzen wachsen ausschließlich in Mexiko im Bundesstaat Nuevo León auf Gipshügeln. Am Standort kann man weiterhin auch Aztekium hintonii finden. Es wird vermutet, dass die Art aus einer Naturhybride mit Aztekium hintonii als einem Elternteil entstanden sein könnte.
Die Art gilt als stark gefährdet und wurde in den Anhang II des Washingtoner Artenschutzabkommens (CITES) aufgenommen. In der Roten Liste gefährdeter Arten der IUCN wird die Art als „Near Threatened (NT)“, d. h. als gering gefährdet geführt.

## Systematik
Die Pflanzen wurden 1991 von George S. Hinton entdeckt und 1992 wurden die Gattung und die Art von Charles Edward Glass und Walter Alfred Fitz Maurice erstbeschrieben. Ein nomenklatorisches Synonym entstand durch eine nicht akzeptierte Umkombination im Jahr 2000 zu Echinocactus mexicanus (Glass & W.A.Fitz Maurice) Halda.
In neueren Untersuchungen wurde eine nahe Verwandtschaft zu Aztekium festgestellt.